# 衝撃の懐妊・私は宇宙人の子を宿した
『衝撃の懐妊・私は宇宙人の子を宿した』（しょうげきのかいにん・わたしはうちゅうじんのこをやどした、英語: The Stranger Within）は、1974年製作のアメリカ合衆国のSFテレビ映画。なお、日本でのテレビ初公開時の邦題は『宇宙人誕生』だった。

## スタッフ
- 監督：リー・フィリップス
- 製作：ニール・T・マフェオ
- 製作総指揮：フィリップ・キャピス、リー・リッチ
- 原作・脚本：リチャード・マシスン
- 撮影：リチャード・マーガリーズ
- 編集：サミュエル・E・ビートレイ
- 音楽：チャールズ・フォックス

## キャスト
- バーバラ・イーデン：アン・コリンズ。主婦
- ジョージ・グリザード：デビッド・コリンズ。アンの夫
- ジョイス・ヴァン・パタン：フィリス
- デヴィッド・ドイル：ボブ
- ネヘミア・パーソフ：エドワード・クライン医師